# 孙子源 (1919年)
孙子源（1919年—1984年），原名孙培全，男，山东肥城人，中华人民共和国政治人物，曾任黑龙江省革命委员会副主任，黑龙江省人大常委会副主任。